# Lauro Campos
Lauro Alvares da Silva Campos (Belo Horizonte, 14 de dezembro de 1928 - Brasília, 13 de janeiro de 2003) foi um político brasileiro, integrou o Senado Federal entre 1995 a 2003.

## Dados biográficos
Em 1953, concluiu o Curso de Ciências Jurídicas e Sociais na Universidade Federal de Minas Gerais. Terminou em 1958 pós-graduação em Economia do Desenvolvimento, na Universidade Pro DEO, em Roma, na Itália. O título de Doutor em Ciências Jurídicas obteve em 1963, em concurso para catedrático em Economia Política na Universidade Federal de Goiás, onde lecionou também História do Pensamento Econômico.
Moeda, Crédito e Banco e Análise dos Problemas Sociais são algumas das disciplina que ministrou na Faculdade de Ciências Econômicas da Universidade Federal de Minas Gerais, entre 1954 e 1976. Proferiu aulas, como visitante, na Universidade de Sussex, na Inglaterra, em 1976. Integrou o Departamento de Economia da Universidade de Brasília, entre 1966 a 1991, tendo passado em 1971 ao corpo docente do Curso de Mestrado. Elaborou o projeto de criação e estrutura do Curso de Relações Internacionais da UnB.
Lauro foi o eleito, pelo Distrito Federal, Senador da República para o período de 1995 a 2003, integrou como membro titular no Senado Federal a Comissão de Assuntos Econômicos e a Comissão de Relações Exteriores e Defesa Nacional em 1999. Foi também titular da Comissão de Educação (1995-1998), na qual depois foi suplente, condição em que atuou na Comissão de Assuntos Sociais (a partir de 1997). Participou também, como suplente, das Comissões de Fiscalização e Controle (1995 – 1996) e de Serviços de Infra-estrutura (1995 – 1998). Em 16 de abril de 2001, Lauro Campos deixou o PT e se filiou ao PDT.
Em homenagem ao ex-senador, a fundação partidária do PSOL leva seu nome, a Fundação Lauro Campos.

## Morte
O senador sofreu um infarto no dia 10 de outubro de 2002, no plenário do Senado. Levado às pressas para o Hospital Santa Lúcia, não precisou ser operado. Mas teve várias complicações em seu estado de saúde durante o tratamento. Os remédios provocaram comprometimento das funções renais e hepáticas de Lauro Campos e o levaram a outras internações. No dia 10 de dezembro, a família decidiu transferi-lo para o Incor. Campos passou o aniversário de 74 anos, comemorado no dia 14 de dezembro, internado.
Na véspera do Natal, a equipe médica do Incor deu alta ao senador, mas ele nem chegou a ir para casa. Uma febre levantou a suspeita de infecção e obrigou-o a permanecer internado. A partir daí, seu estado de saúde só piorou. A febre não cedeu com medicação. Ele teve de ir para a UTI e permaneceu em coma induzido por vários dias até morrer.
O advogado Ulisses Riedel de Resende assumiu a vaga de Lauro Campos no Senado por 17 dias, até a posse dos senadores eleitos em 2002.
Crítico ferrenho da política neoliberal e do Fundo Monetário Internacional (FMI), o senador foi velado, a partir das 10h de 14 de janeiro de 2003, no Salão Negro do Congresso Nacional. O enterro foi à tarde na ala dos pioneiros no Campo da Esperança.